# Звичайна справа
Звичайна справа — український художній фільм режисера Валентина Васяновича. Українська прем'єра відбулася 7 лютого 2013 року.

## Сюжет
Головного героя, спадкового лікаря Толіка, виганяють з роботи за бійку з пацієнтами. Герой вважає цю подію гарним знаком, щоб почати нове життя. Нарешті збудеться його мрія стати «вільним» поетом, а якщо пощастить — навіть відомим, адже вірші він пише, і правда, непогані. Дуже приємно, що в цей момент поруч опиниться старий друг Славік, який знає все: в чому сенс життя, як заробити грошей, як стати щасливим. Він втягує героя в ряд абсурдних ситуацій, в яких Толік втрачає майже все, що мав. Ймовірно, саме драматичні ситуації з родиною та пригоди зі Славіком стануть поштовхом до написання дійсно гарних віршів, які потім увійдуть до збірки.

## У ролях
- Тарас Денисенко — Толік
- Віталій Лінецький — Славік, друг Толіка
- Леся Самаєва — дружина Толіка
- Семен Фурман
- Павло Лі — Ді-джей
- Дмитро Рибалевський — наркоман

## Нагороди
Фільм було показано у конкурсі міжнародного кінофестивалю в Тирані (Албанія) та включено до позаконкурсної програми фестивалю в Кералі (Індія). Режисер отримав нагороду "Дон Кіхот" від Міжнародної федерації кіноклубів (FICC) на Одеському кінофестивалі, міжнародне журі якого оцінило стрічку як крок до відродження українського кіно.

## Цікаві факти
- Режисер спочатку задумував сценарій короткометражки. Від попереднього сценарію незмінним лишився тільки герой.
- Епізод фільму, в якому таксист дивним чином дійшов аж до квартири і втрутився в розмову, виник через те, що в час, коли писався сценарій (2004 рік) ще далеко не у всіх були мобільники, і таксистам називали номер квартири. Для режисера цей момент не був дуже важливим, тому він просто не змінював уже написаного сценарію.
- Музика до фільму писалась не за каноном, на останньому етапі. Для досягнення різнобарвної емоційності залучались різні композитори[8].